# No One Is Too Small to Make a Difference

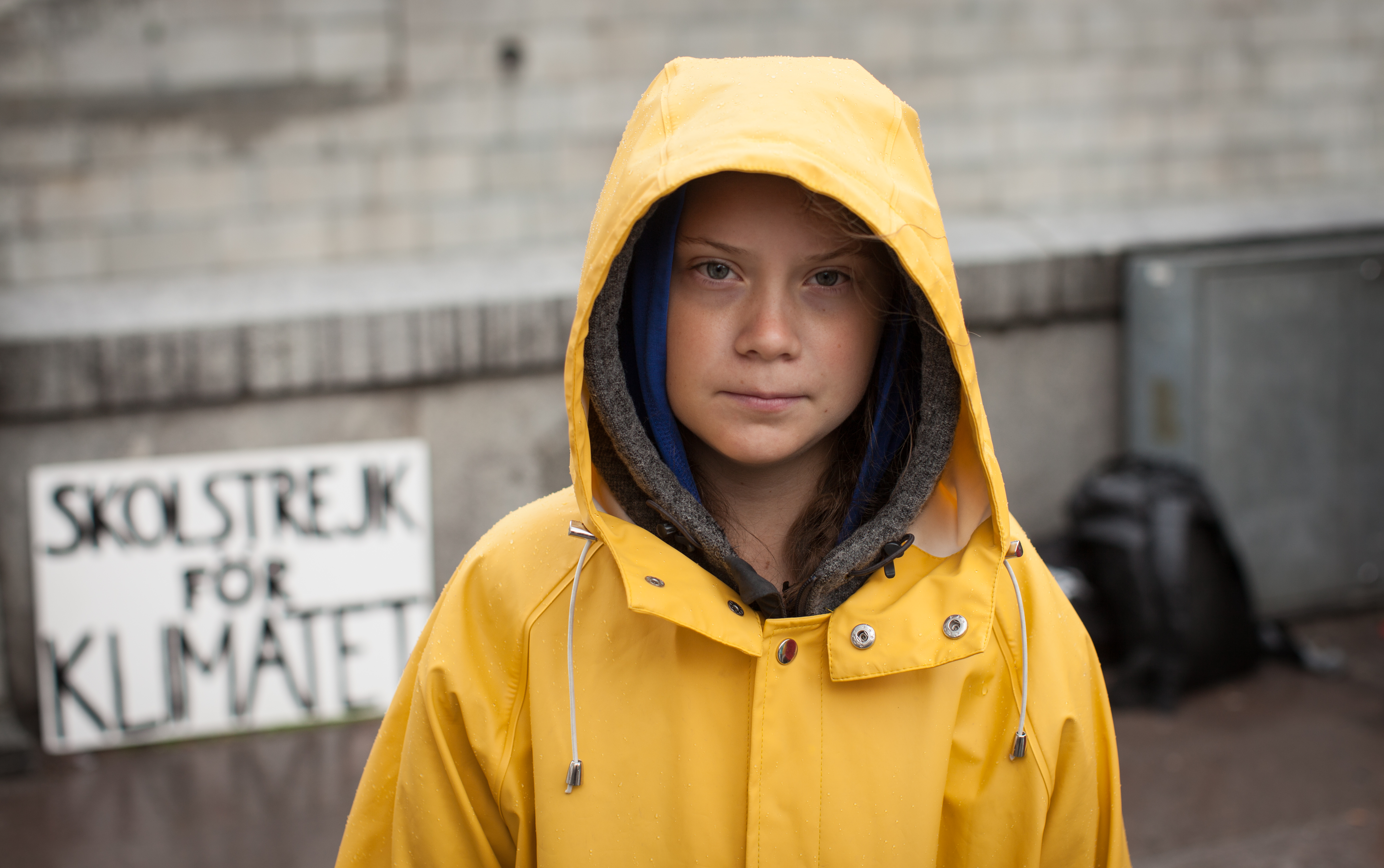
Greta Thunberg en grève à Stockholm (2018). Un détail de cette photo illustre la quatrième de couverture du livre.

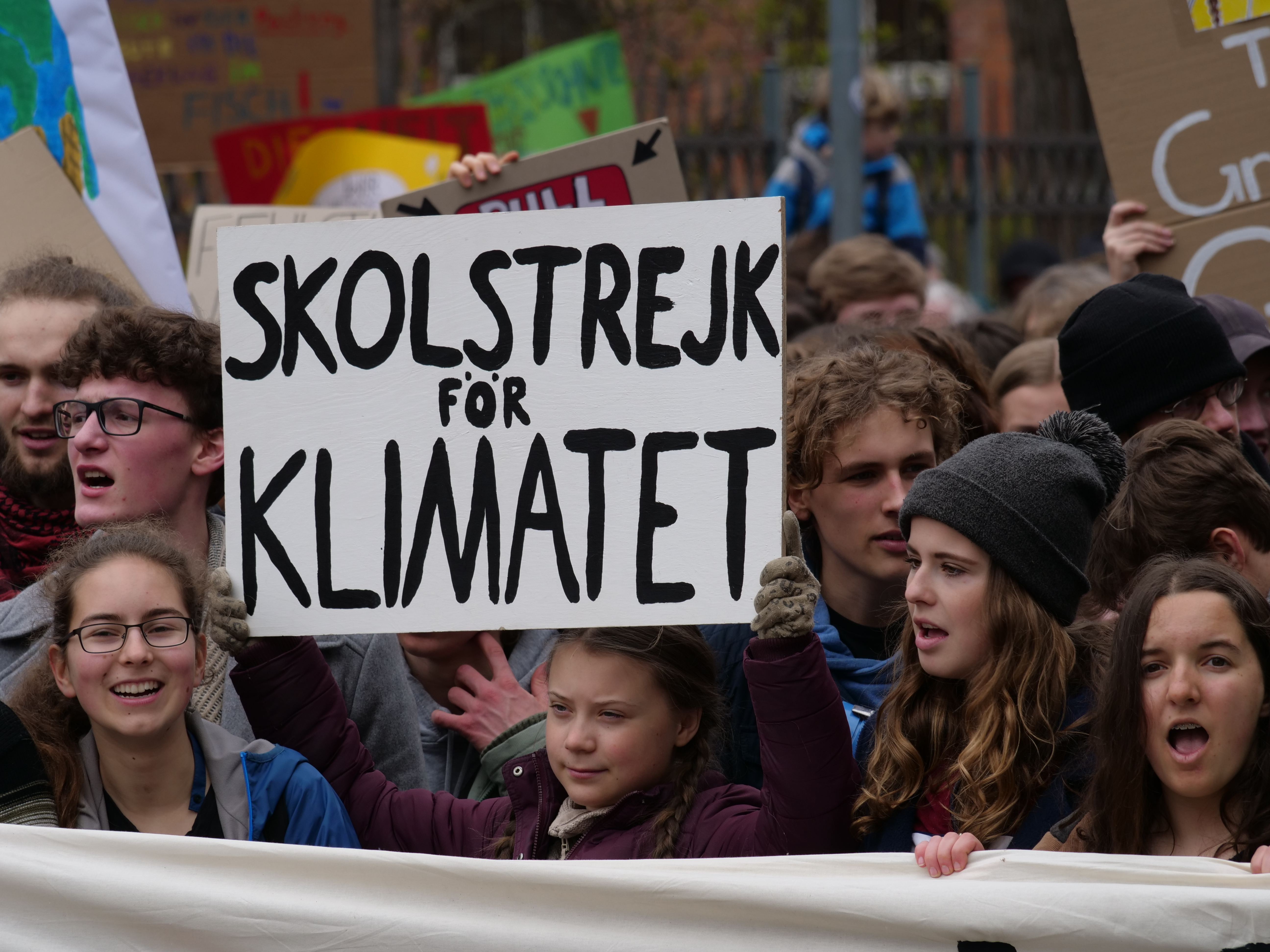
Greta Thunberg lors d'une grève scolaire pour le climat à Berlin (29 mars 2019).

No One Is Too Small to Make a Difference est un recueil de discours que Greta Thunberg a écrits et prononcés sur le réchauffement climatique et la crise écologique actuels,.

## Histoire
Greta Thunberg a prononcé des discours devant l'ONU, l'UE, le Forum économique mondial et lors de grèves étudiantes pour le climat,. L'un de ses discours les plus célèbres qui apparaît dans le livre est Our House Is on Fire (« Notre maison est en feu »),.
La première édition a été publiée le 30 mai 2019. Une édition étendue a été publiée le 21 novembre 2019 avec cinq nouveaux discours.
En novembre 2019, Thunberg a été nommé auteur de l'année par Waterstones pour No One is Too Small to Make a Difference.

## Discours
1. Our Lives Are in Your Hands
(Marche pour le climat, Stockholm, 8 septembre 2018)
2. Almost Everything Is Black and White
(Déclaration de rébellion, Extinction Rebellion, Parliament Square, Londres, 31 octobre 2018)
3. Unpopular
( Conférence des Nations Unies sur les changements climatiques, Katowice, Pologne, 15 décembre 2018)
4. Prove Me Wrong
(Forum économique mondial, Davos, 22 janvier 2019)
5. Notre maison est en feu
(Forum économique mondial, Davos, 25 janvier 2019)
6. I'm Too Young to Do This
(Facebook, Stockholm, 2 février 2019)
7. You're Acting Like Spoiled, Irresponsible Children
(Comité économique et social européen, Bruxelles, 21 février 2019)
8. A Strange World
(Goldene Kamera Film and TV Awards, Berlin, 30 mars 2019)
9. Cathedral Thinking
(Parlement européen, Strasbourg, 16 avril 2019)
10. Together We Are Making a Difference
(Extinction Rebellion Rally, Marble Arch, Londres, 23 avril 2019)
11. Can You Hear Me?
(Chambres du Parlement, Londres, 23 avril 2019)

### Ajouté dans l'édition étendue de novembre 2019
1. The Easiest Solution is Right in Front of You
(Sommet mondial autrichien, Vienne, 28 mai 2019)
2. You Can't Simply Make Up Your Own Facts
(Assemblée nationale, Paris, 23 juillet 2019)
3. Wherever I Go I Seem to Be Surrounded by Fairy Tales
(Congrès des États-Unis, Washington DC, 18 septembre 2019)
4. The World Is Waking Up
(Assemblée générale des Nations unies, New York City, 23 septembre 2019)
5. We Are the Change and Change Is Coming
(Grève étudiante pour le climat, Montréal, 27 septembre 2019)